# Corrección de Heckman
La corrección de Heckman (el método de dos etapas, lambda de Heckman o el método Heckit) es cualquiera de una serie de métodos estadísticos relacionados desarrollados por James Heckman de 1976 a 1979, que permiten que el investigador para corregir el sesgo de selección. Los problemas de sesgo de selección son endémicos a casi todos los problemas econométricos aplicados, que hacen que la técnica de Heckman original, y las mejoras posteriores de sí mismo y de los demás, sean indispensables en econometría aplicada. En 2000 Heckman recibió el Premio Nobel de Economía por este logro, mientras trabajaba en la Universidad de Chicago.

## Método
Los análisis estadísticos basados en muestras no seleccionadas al azar pueden llevar a conclusiones erróneas y políticas públicas mal diseñadas. La corrección de Heckman, un enfoque estadístico de dos pasos, ofrece un medio de corrección de las muestras no seleccionadas al azar.
Heckman discutió el sesgo en muestras seleccionadas no aleatoriamente para estimar las relaciones de comportamiento como un error de especificación. Se sugiere un método de estimación de dos etapas para corregir el sesgo. La corrección es fácil de implementar y tiene una base sólida en la teoría estadística. La corrección de Heckman implica un supuesto de normalidad, proporciona una prueba para el sesgo de selección de la muestra y la fórmula para el sesgo del modelo corregido.

### Ejemplificación
Supongamos que un investigador desea estimar los determinantes de la oferta salarial, pero tiene acceso a observaciones sólo para los que trabajan. Dado que las personas que trabajan son seleccionados no aleatoriamente de la población, la estimación de los determinantes de los salarios de la subpoblación que tiene trabajo puede introducir un sesgo. La corrección de Heckman se lleva a cabo en dos etapas, razón por la cual también se le conoce con ese nombre, pero muy distinto a una regresión en dos etapas usada para variables instrumentales.
- En la primera etapa, el investigador fórmula un modelo, basado en la teoría económica, para la probabilidad de tener trabajo. La especificación canónica de esta relación es un regresión probit de la forma:

{\displaystyle \operatorname {Prob} (D=1|Z)=\Phi (Z\gamma ),\,}
Donde D indica el empleo (D = 1 si el encuestado se emplea y D = 0 en caso contrario), Z es un vector de variables explicativas, {\displaystyle \gamma } es un vector de parámetros desconocidos, y Φ es la función de distribución acumulativa de la norma distribución normal. La estimación del modelo produce resultados que se pueden utilizar para predecir la probabilidad de empleo para cada individuo.
- En la segunda etapa, el investigador corrige para la auto-selección mediante la incorporación de una transformación de estas probabilidades individuales predichas como una variable explicativa adicional. Se puede especificar la ecuación de salarios del siguiente modo:

{\displaystyle w^{*}=X\beta +u\,}
Donde {\displaystyle w^{*}} denota una oferta salarial subyacente, que no se observa si el aludido no trabaja. La esperanza condicional de los salarios dada que la persona trabaja es entonces:
{\displaystyle E[w|X,D=1]=X\beta +E[u|X,D=1].\,}
Bajo el supuesto de que los términos de error son normales en forma conjunta, tenemos
{\displaystyle E[w|X,D=1]=X\beta +\rho \sigma _{u}\lambda (Z\gamma ),\,}
donde ρ es la correlación entre los determinantes no observados de la propensión al trabajo {\displaystyle \varepsilon } y los determinantes no observados de las ofertas salariales u, σ u  es la desviación estándar de{\displaystyle u}, and {\displaystyle \lambda } es la proporción de Mills inversa evaluada en {\displaystyle Z\gamma }. Esta ecuación demuestra la percepción de Heckman de que la selección de la muestra puede verse como una forma de sesgo de las variables omitidas, como condicional tanto en X como en {\displaystyle \lambda } es como si la muestra se seleccionara al azar. La ecuación del salario puede ser estimada reemplazando {\displaystyle \gamma } con estimaciones de Probit desde la primera etapa, construyendo {\displaystyle \lambda } y la incluye como una variable explicativa adicional en la estimación de la regresión lineal de la ecuación del salario. Ya que {\displaystyle \sigma _{u}>0}, el coeficiente de {\displaystyle \lambda } sólo puede ser cero si {\displaystyle \rho =0}, por lo que probar el nulo que el coeficiente de {\displaystyle \lambda } es cero es equivalente a la prueba para la selectividad de la muestra.
Los logros de Heckman han generado un gran número de aplicaciones empíricas tanto en economía como en otras ciencias sociales. El método original ha sido posteriormente generalizado, por Heckman y por otros.

## Desventajas
- El estimador de dos pasos discutido anteriormente es un estimador de máxima verosimilitud de información limitada (LIML). En la teoría asintótica y en muestras finitas como lo demuestran las simulaciones de Monte Carlo, el estimador de información completa (FIML) presenta mejores propiedades estadísticas. Sin embargo, el estimador FIML es más computacionalmente difícil de implementar.[4]
- La matriz de covarianza generada por la estimación OLS de la segunda etapa es inconsistente. Corregir errores estándar y otras estadísticas pueden ser generados a partir de una aproximación asintótica o por remuestreo, como a través de un bootstrap .
- El modelo canónico asume que los errores son conjuntamente normales. Si esa suposición falla, el estimador es generalmente inconsistente y puede proporcionar inferencia engañosa en muestras pequeñas.[5]  Se pueden utilizar alternativas semiparamétricas y otras robustas en estos casos.[6]
- El modelo obtiene una identificación formal a partir de la suposición de normalidad cuando aparecen las mismas covariables en la ecuación de selección y la ecuación de interés, pero la identificación será tenue a menos que haya muchas observaciones en las colas en las que exista una no linealidad sustancial en la proporción de Mills inversa. Generalmente, se requiere una restricción de exclusión para generar estimaciones creíbles: debe haber al menos una variable que aparezca con un coeficiente no nulo en la ecuación de selección, pero que no aparezca en la ecuación de interés, esencialmente un instrumento . Si no existe tal variable, puede ser difícil corregir la selectividad de muestreo.[4]